# Gafanha da Nazaré
Gafanha da Nazaré is een stad en freguesia in de Portugese gemeente Ílhavo in het district Aveiro. In 2011 was het inwonertal 14.756 op een oppervlakte van 15,65 km². Gafanha da Nazaré bestaat sinds 31 augustus 1910 en heeft sinds 19 april 2001 de status van stad (cidade).